# Измир (вилајет)
Измирски вилајет (тур. İzmir ili) је вилајет Турске у западној Анатолији на егејској обали, престоница вилајета је град Измир. Вилајет је на западу окружен Егејским морем, које ствара Измирски залив. Захвата подручје од 11,973 km2, популација је 3.948.848 (2010. попис). Популација је износила 3.370.866 у 2000. години. Суседни вилајети су Баликесир на северу, Маниса на истоку, и Ајдин на југу.
Главне реке вилајета су Кучук Мендерес, Коџа Чај (са браном Гузелхисар), и Бакир Чај.

## Окрузи
Измирски вилајет је подељен на 30 округа:
| - Алиага - Балчова - Бајиндир - Бајракли - Бергама - Бејдаг - Борнова - Буџа - Чешме - Чигли - Дикили - Фоча - Газиемир - Гузелбахче - Карабаглар | - Карабурун - Каршијака - Кемалпаша - Киник - Кираз - Конак - Мендерес - Менемен - Нарлидере - Одемиш - Сеферихисар - Селчук - Тире - Торбали - Урла |

Од свих, Балчова, Бајракли, Борнова, Буџа, Чигли, Газиемир, Гузелбахче, Карабаглар, Каршијака, Конак и Нарлидере су језгра и сачињавају град Измир.

## Историја
Простор су прво насељавали локални Анатолци, миленијум после, у 11. веку пре нове ере, Јоњани који су касније основали Јонску лигу. Покорен је од стране Персијанаца, поново га заузимају Грци, пре него што је укључен у Римско царство. Након поделе Римског царства, подручје је постало део Византијског царства док није покорено од стране Османлија у 14. веку. У Првом светском рату вилајет је припојен Грчкој, али су га повратиле снаге Мустафе Кемала Ататурка у Турском рату за независност. Као резултат споразума из Лозане сви грчки православни становници морали су напустити провинцију, а вилајет Измир је постао саставни дио модерне републике Турске.